# Henckelia pumila
Henckelia pumila là một loài thực vật có hoa trong họ Tai voi (Gesneriaceae). Loài này được D.Don mô tả khoa học đầu tiên năm 1825 dưới danh pháp Chirita pumila.

## Phân bố
Từ miền bắc Ấn Độ (Himachal Pradesh tới Assam), Nepal, Bhutan, miền bắc Myanmar, Thái Lan, miền nam Trung Quốc (Vân Nam, Quý Châu) tới miền bắc Việt Nam.